# الکساندر دراگوویچ
الکساندر دراگوویچ (سیریلیک صربی: Александар Драговић؛ زادهٔ ۶ مارس ۱۹۹۱) بازیکن فوتبال اهل اتریش است که هم‌اکنون در پست مدافع میانی برای لستر سیتی به صورت قرضی از بایر لورکوزن بازی می‌کند.
از باشگاه‌هایی که در آن بازی کرده‌است می‌توان به آستریا وین، بازل و دینامو کیف اشاره کرد.
وی همچنین در تیم ملی فوتبال اتریش بازی کرده‌است.